# Губернаторский дворец (Асмэра)
Губерна́торский дворе́ц в г. Асмэре (Эритрея) — известное ныне под этим названием итальянское здание в стиле ар-деко в центре города, в котором в настоящее время размещается столичный муниципалитет.
Ранее губернаторским дворцом называлось другое здание, которое во времена итальянской колонизации действительно было резиденцией итальянского губернатора и которое было построено в 1899 году Фернандо Мартини, первым итальянским губернатором Эритреи в Асмэре (теперь это Президентский офис в Асмэре). То здание, которое порой называют «Гиби», стало Музеем Асмэры во времена, когда Эритрея входила в состав Эфиопии, а губернаторская (эфиопского губернатора) резиденция тогда же была перенесена в здание, ныне называемое губернаторским дворцом.
Здание «губернаторского дворца», в котором сейчас размещается муниципалитет города, было возведено в 1930-е годы в типичном фашистском стиле (под названием итал. Littorio), а его центральную «башню» тогда украшали на входе «фасции» (Fasci).